# Clarice Lispector
Clarice Lispector (ur. 10 grudnia 1920 jako ukr. Хая Пінкасівна Ліспектор, (Chaja Pinkasiwna Lispektor) w Czeczelniku, zm. 9 grudnia 1977 w Rio de Janeiro) – brazylijska pisarka, dziennikarka i tłumaczka pochodzenia żydowsko-ukraińskiego.

## Życiorys
Clarice Lispector  w wieku pięciu lat wyemigrowała z rodzicami i dwiema starszymi siostrami do Brazylii, uciekając przed żydowskimi pogromami, które były częścią życia na Ukrainie i w innych częściach Imperium Rosyjskiego na początku XX w. Około 1930 r. jej matka  zmarła na syfilis, zarażona przez rosyjskich żołnierzy, którzy ją zgwałcili. Lispector przez jakiś czas studiowała prawo, a następnie zajęła się dziennikarstwem. Jej pierwsza powieść Perto do coração selvagem (1944), zyskała uznanie krytyków za delikatną interpretację okresu dziewczęcego dojrzewania. W swoich późniejszych książkach: A maçã no escuro (1961), A paixão segundo G.H. (1964), Água viva (1973), A hora da estrela (1977) i Um sopro de vida: pulsações (1978) jej bohaterki, wyobcowane i poszukujące sensu życia, stopniowo zyskują świadomość siebie i akceptują swoje miejsce w bezwzględnym świecie. Książki: Laços de família (1960) i A legião estrangeira (1964) koncentrują się na odkrywaniu osobistych chwil w codziennym życiu bohaterów i braku komunikacji między osobami we współczesnym mieście. Międzynarodową sławę Lispector zyskała dzięki dziełom, które przedstawiają osobistą, niemal egzystencjalistyczną wizję ludzkiego życia i są napisane w stylu prozy charakteryzującej się prostym słownictwem i eliptyczną strukturą zdań. Jej artystyczna wizja wykracza poza czas i miejsce. Bohaterki Lispector w podstawowych sytuacjach kryzysowych są kobietami tylko przypadkowo żyjącymi współcześnie w Brazylii.